# Jiehkkevárri
Jiehkkevárri (también conocida como Jiekkevarri or Jiekkevarre) es una montaña ubicada en el límite entre los municipios de Lyngen y Tromsø en Troms, Noruega. Es el punto más alto de Troms y el segundo de mayor prominencia en Noruega. Está a 10 km al noreste de Lakselvbukt y a 17 km al suroeste de Lyngseidet.
Los primeros escaladores fueron Geoffrey Hastings y Elias Hogrenning en 1899. Su ascensión requiere la guía de escaladores experimentados.
En invierno un esquiador con experiencia puede recorrer Jiehkkevárri en un día, descendiendo por el paso noreste. Es descrito por Andreas Fransson como "un futuro clásico para nuevas generaciones de esquiadores de montaña". La ruta de descenso es peligrosa, por lo que no se aconseja ascender por ahí.

## Nombre
El nombre se compone de dos palabras del sami, jiehkki  que significa "glaciar" y várri "montaña".